# Drawn & Quarterly
Drawn & Quarterly è una casa editrice canadese fondata nel 1990 a Montreal.
Inizialmente era specializzata nei fumetti underground e alternativi, ma in seguito si è dedicata alla ripubblicazione di classici e alle traduzioni di opere straniere.
È l'editore di fumetti più importante del Canada, pubblicando autori conosciuti come Lynda Barry, Kate Beaton, Marc Bell, Chester Brown, Daniel Clowes, Michael DeForge, Guy Delisle, Julie Doucet, Mary Fleener, Joe Matt, Shigeru Mizuki, Rutu Modan, Joe Sacco, Seth, Yoshihiro Tatsumi, Adrian Tomine e Chris Ware. Nel 2006, Drawn & Quarterly ha iniziato la pubblicazione in volumi di Moomin, opera della fumettista finlandese Tove Jansson.

## Storia
Drawn & Quarterly è stata fondata nel 1990 a Montreal da Chris Oliveros, all'epoca ventitreenne.
Oliveros si è ispirato alla rivista RAW di Art Spiegelman e Françoise Mouly per pubblicare un periodico di fumetti d'arte. Prese in prestito duemila dollari da suo padre per pubblicare il primo numero della rivista antologica intitolata Drawn & Quarterly, che ha debuttato nell'aprile del 1990. L'idea era quella di un trimestrale con quattro numeri all'anno contenente brevi fumetti artistici. Ben presto, Oliveros si rese conto che c'erano fumetti artistici che erano troppo lunghi per essere contenuti nella sua rivista, e iniziò a pubblicare fumetti e graphic novel indipendenti. .
Con la crescente popolarità delle graphic novel tra il pubblico, Oliveros ingaggiò Peggy Burns come pubblicista, e riuscì a concludere accordi di distribuzione con la casa editrice Farrar, Straus e Giroux, che ampliò notevolmente la visibilità dell'azienda. Nel tempo Drawn & Quarterly ha ridotto il numero di titoli serializzati pubblicati, concentrandosi su fumetti in forma di libro come raccolte e graphic novel.
Sebbene all'inizio pubblicasse principalmente artisti canadesi e americani, con il tempo l'editore ha ampliato il proprio catalogo con artisti europei come Philippe Dupuy e Charles Berbérian, Lewis Trondheim e Guy Delisle, oltre ad esplorare il movimento gekiga giapponese. Iniziò anche a pubblicare per la prima volta in inglese le opere di Shigeru Mizuki, Susumu Katsumata, Yoshihiro Tatsumi, Oji Suzuki e Seiichi Hayashi.
Nel 2015, l'editore ha prodotto una raccolta intitolata Drawn & Quarterly: Twenty-Five Years of Contemporary Cartooning, Comics and Graphic Novels, contenente lavori fuori stampa, memoir e saggi di noti scrittori come Margaret Atwood. Lo stesso anno, Oliveros si dimise dalla carica di editore per concentrarsi sui propri fumetti, con l'intenzione di autopubblicare la graphic novel Il fabbricante di buste. Al suo posto, Peggy Burns subentrò come editore e il direttore creativo Tom Devlin divenne redattore esecutivo.

## Libreria
Nel 2007, Drawn & Quarterly ha aperto una libreria a Montreal, dove vende fumetti, romanzi, saggi, poesia e libri d'arte di pregio. Nel 2017, il negozio si è espanso con l'apertura di una sezione dedicata ai libri per bambini che di notte ospita anche eventi speciali.

## Altri marchi
Nel 2004, Drawn & Quarterly ha avviato un marchio per libri d'arte non fumettistici chiamato Petit-Livre (Piccolo Libro in Italiano). L'editore ha anche un marchio per bambini chiamato Enfant, con il quale ha pubblicato le opere dei Moomin di Tove Jansson e i fumetti di Pippi Calzelunghe delle autrici Astrid Lindgren e Ingrid Vang Nyman, nonché libri contemporanei per bambini di Elise Gravel, Leanne Shapton e Anouk Ricard.